# Тьохо
Тьохо (яп. 長保 — тьохо, «довге зберігання») — ненґо, девіз правління імператора Японії з 999 по 1004 роки.

## Походження
Взято з китайського класичного твору «Кокуґо» (国語): «乃以可長保厦民矣».

## Порівняльна таблиця
| Роки Тьохо              | 1    | 2    | 3    | 4    | 5    | 6    |
| Григоріанський календар | 999  | 1000 | 1001 | 1002 | 1003 | 1004 |
| Китайський календар     | 己亥 | 庚子 | 辛丑 | 壬寅 | 癸卯 | 甲辰 |